# Лотос (зупинний пункт)

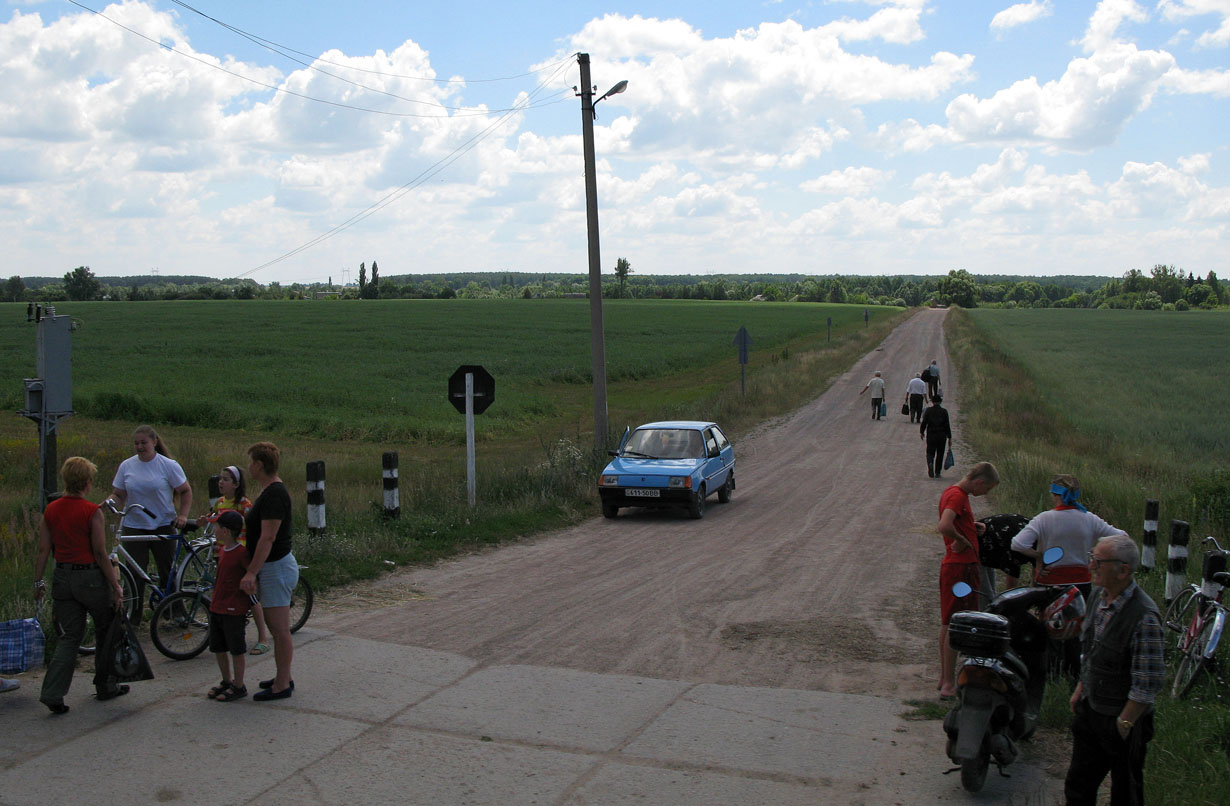
Залізничний переїзд поблизу зупинного пункту. Вид з поїзда.

Лотос — зупинний пункт Коростенської дирекції Південно-Західної залізниці (Україна), розташований на дільниці Житомир — Фастів I між зупинним пунктом Яроповичі (відстань — 5 км) і станцією Скочище (4 км). Відстань до ст. Житомир — 52 км, до ст. Фастів I — 49 км.

## Історія
Розташований за 0,7 км на північ від села Скочища Житомирського району.
Відкритий наприкінці XX століття. 2011 року дільницю, на якій розташована платформа, електрифіковано.